# Rajd Wartburga 1982
Rajd Wartburg 1982 (25. Rallye Wartburg 1982) – 25. edycja rajdu samochodowego Rajd Wartburg rozgrywanego w NRD. Rozgrywany był od 22 do 23 października 1982 roku. Rajd był siódmą rundą Rajdowego Pucharu Pokoju i Przyjaźni w roku 1982 oraz szóstą Rajdowych Mistrzostw NRD w roku 1982.

## Klasyfikacja rajdu
| Miejsce                        | Kierowca                       | Pilot                          | Samochód                       | Czas                           | Strata                         |                                |
| Klasyfikacja generalna i RPPiP | Klasyfikacja generalna i RPPiP | Klasyfikacja generalna i RPPiP | Klasyfikacja generalna i RPPiP | Klasyfikacja generalna i RPPiP | Klasyfikacja generalna i RPPiP | Klasyfikacja generalna i RPPiP |
| ------------------------------ | ------------------------------ | ------------------------------ | ------------------------------ | ------------------------------ | ------------------------------ | ------------------------------ |
| 1.                             | Leo Pavlík                     | František Šimek                | Renault 5 Alpine               | 3:06:40                        | -                              |                                |
| 2.                             | Tomasz Ciecierzyński           | Ryszard Żyszkowski             | FSO Polonez 2000               | 3:10:25                        | +3:45                          |                                |
| 3.                             | Georgi Petrov                  | Ivan Tonev                     | Renault 5 Alpine               | 3:10:52                        | +4:12                          |                                |
| 4.                             | Dieter Heimbürger              | Roland Weitz                   | Wartburg 353 W                 | 3:11:00                        | +4:20                          |                                |
| 5.                             | Pavel Valoušek sen.            | Karel Jirátko                  | Škoda 130 RS                   | 3:14:10                        | +7:30                          |                                |
| 6.                             | Jan Trajbold st.               | Jaroslav Palivec               | Škoda 130 RS                   | 3:15:06                        | +8:26                          |                                |
| 7.                             | Vello Õunpuu                   | Aarne Timusk                   | Lada VAZ 21011                 | 3:19:09                        | +12:29                         |                                |
| 8.                             | Hans-Ulrich Sonntag            | Werner Schneider               | Wartburg 353 W                 | 3:20:10                        | +13:30                         |                                |
| 9.                             | László Szuhanyik               | Tibor Homan                    | Lada VAZ 21011                 | 3:21:13                        | +14:33                         |                                |
| 10.                            | Raido Rüütel                   | Tõnu Vunn                      | Lada VAZ 21011                 | 3:21:32                        | +14:52                         |                                |